# Hóa chất hàng hóa
Hóa chất hàng hóa (hay hóa chất số lượng lớn) là một nhóm các hóa chất được sản xuất trên quy mô rất lớn để đáp ứng thị trường toàn cầu. Giá trung bình của hóa chất hàng hóa thường xuyên được công bố trên các tạp chí thương mại về hóa chất và các trang web như Chemical Week và ICIS. Đã có một số nghiên cứu về quy mô và độ phức tạp của thị trường này, ví dụ như ở Hoa Kỳ.
Hóa chất hàng hóa là một phân ngành của ngành công nghiệp hóa chất. Hóa chất hàng hóa được phân biệt chủ yếu bởi việc sản xuất số lượng lớn.

## Loại
Các hợp chất hóa học thường được chia thành hai nhóm, vô cơ và hữu cơ. [3] [4]

### Hóa chất vô cơ
- nhôm sunfat
- ammonia
- amoni nitrat
- amoni sunfat
- carbon đen
- clo
- diamoni biphosphat
- amoni dihydro phosphat
- axit clohydric
- hydro florua
- hydro peroxide
- axit nitric
- oxy
- axit photphoric
- natri cacbonat
- natri clorat
- natri hydroxit
- natri silicat
- axit sulfuric
- titan dioxide

### Hóa chất hữu cơ
Các hóa chất hữu cơ hàng hóa thường được buôn bán bao gồm::
- axit axetic
- acetone
- axit acrylic
- acrylonitril
- axit adipic
- benzen
- butadien
- butanol
- caprolactam
- cumene
- cyclohexan
- dioctyl phthalate
- ethanol
- ethylene
- ethylene oxide
- ethylene glycol
- formaldehyde
- methanol
- octanol
- phenol
- phthalic anhydride
- polypropylen
- polystyrene
- polyvinyl clorua
- propylen
- polypropylen glycol
- propylen oxide
- styren
- axit terephthalic
- toluen
- toluen diisocyanat
- urê
- vinyl clorua
- xylen

## Lĩnh vực
Hóa chất hàng hóa được sản xuất để cung cấp cho các nhu cầu công nghiệp đa dạng nhưng thường được xác định rõ ràng cho từng ngành công nghiệp. Một số lĩnh vực chính là:
- nhựa, sợi tổng hợp, cao su tổng hợp
- thuốc nhuộm, chất màu, sơn, lớp phủ
- phân bón, hóa chất nông nghiệp, thuốc trừ sâu
- mỹ phẩm, xà phòng, chất làm sạch, chất tẩy rửa
- dược phẩm
- khai thác mỏ